# Iwan Stajkow
Iwan Iwanow Stajkow (bg. Иван Иванов Стайков) – bułgarski zapaśnik walczący w stylu klasycznym. Zajął czwarte miejsce na mistrzostwach świata w 1978 i 1981; piąte w 1979. Srebrny medalista mistrzostw Europy w 1979; piąty w 1978; szósty w 1981. Mistrz świata juniorów w 1975. Trzeci na ME młodzieży w 1974 roku. 